# 千洗町
千洗町（ちあらいちょう）は、愛知県豊田市の地名。

## 地理

### 河川・池沼
- 千洗川[1]
- 大洞川[1]
- 犬伏川

### 施設
- 豊田市立道慈小学校
- 観音寺

## 歴史

### 地名の由来
文正元年、大平城から落城した落ち武者が当地で血を洗ったことに由来するという。のち、血の字を避け、千洗と改めたという。

### 沿革
- 江戸時代 - 三河国加茂郡千洗村として所在[1]。当初は岡崎藩領[1]。
- 1762年（宝暦12年） - 幕府領となる[1]。
- 1778年（安永7年） - 旗本久世三四郎知行地となる[1]。
- 1878年（明治11年） - 加茂郡の東西分割により、西加茂郡千洗村となる[1]。
- 1889年（明治22年） - 西加茂郡豊原村大字千洗となる[1]。
- 1906年（明治39年） - 西加茂郡小原村大字千洗となる[1]。
- 2005年（平成17年） - 西加茂郡小原村大字千洗が豊田市千洗町となる[WEB 6]。

### 人口の変遷
国勢調査による人口および世帯数の推移。
| 1995年（平成7年）  | 16世帯 53人 |  |
| 2000年（平成12年） | 21世帯 64人 |  |
| 2005年（平成17年） | 20世帯 60人 |  |
| 2010年（平成22年） | 20世帯 61人 |  |
| 2015年（平成27年） | 17世帯 54人 |  |
| 2020年（令和2年）  | 15世帯 41人 |  |

### WEB
1. 1 2  総務省統計局 (2022年2月10日). “令和2年国勢調査の調査結果(e-Stat) - 男女別人口，外国人人口及び世帯数－町丁・字等” (CSV). 2023年8月2日閲覧。
2. ↑  “愛知県豊田市の町丁・字一覧”.   人口統計ラボ. 2024年2月26日閲覧。
3. ↑  “読み仮名データの促音・拗音を小書きで表記するもの(zip形式) 愛知県” (zip).   日本郵便 (2024年2月29日). 2024年3月26日閲覧。
4. ↑  “市外局番の一覧” (PDF).   総務省 (2022年3月1日). 2022年3月22日閲覧。
5. ↑  “ナンバープレートについて”.   一般社団法人愛知県自動車会議所. 2024年1月21日閲覧。
6. ↑  “愛知県豊田市の郵便番号一覧”.   日本郵便. 2024年3月13日閲覧。
7. ↑  総務省統計局 (2014年3月28日). “平成7年国勢調査の調査結果(e-Stat) - 男女別人口及び世帯数 －町丁・字等” (CSV). 2021年7月20日閲覧。
8. ↑  総務省統計局 (2014年5月30日). “平成12年国勢調査の調査結果(e-Stat) - 男女別人口及び世帯数 －町丁・字等” (CSV). 2021年7月20日閲覧。
9. ↑  総務省統計局 (2014年6月27日). “平成17年国勢調査の調査結果(e-Stat) - 男女別人口及び世帯数 －町丁・字等” (CSV). 2021年7月21日閲覧。
10. ↑  総務省統計局 (2012年1月20日). “平成22年国勢調査の調査結果(e-Stat) - 男女別人口及び世帯数 －町丁・字等” (CSV). 2021年7月21日閲覧。
11. ↑  総務省統計局 (2017年1月27日). “平成27年国勢調査の調査結果(e-Stat) - 男女別人口及び世帯数 －町丁・字等” (CSV). 2021年7月21日閲覧。

### 書籍
1. 1 2 3 4 5 6 7 8 9 10 11  「角川日本地名大辞典」編纂委員会 1989, p. 822.